# Gat de la sorra

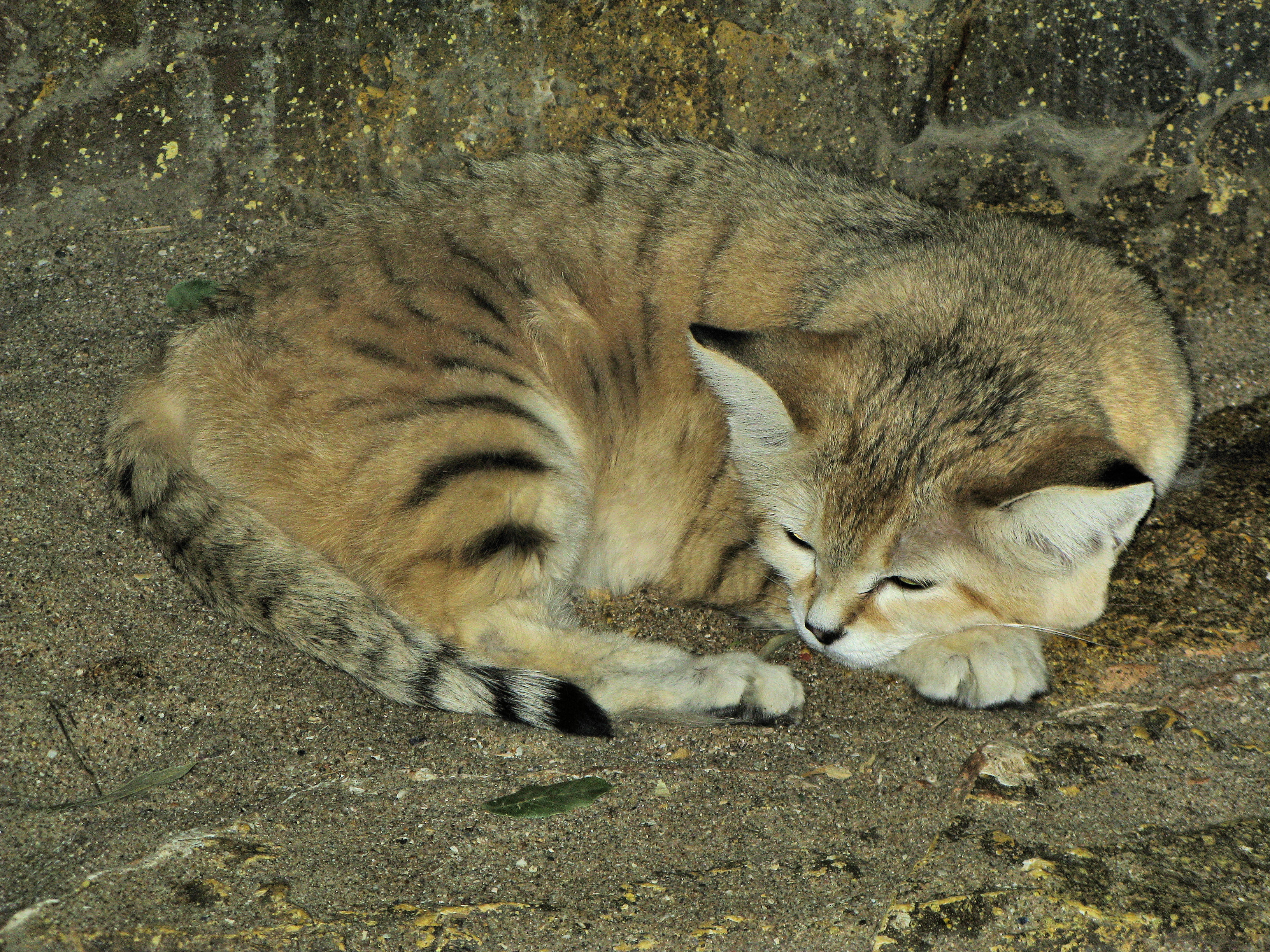
Gat margarita al zoo de Bristol, Anglaterra

El gat de la sorra (Felis margarita) és un petit gat salvatge que viu als desert africans i asiàtics.

## Taxonomia
El gat de la sorra fou descrit per primera vegada l'any 1858 per Victor Loche, el qual li donà el nom de Felis margarita, en honor de Jean Auguste Margueritte, líder de l'expedició que descobrí aquesta espècie.

## Descripció
El gat de la sorra és un felí relativament petit i robust, que té unes potes curtes, una cua llarga, i unes orelles grans i puntegudes. El seu cos té una longitud que varia entre 39 i 57 centímetres, a més d'una cua que fa entre 23 i 31 centímetres, i un pes que oscil·la entre 1,4 i 3,4 quilograms. El seu cap és notòriament ampli, i les orelles estan prou separades com per permetre-li col·locar-les planes en posició horitzontal o apuntant cap avall, per ajudar-lo a caçar.
El seu pelatge és de color groc pàl·lid (semblant al de la sorra) en la major part del cos, amb franges pàl·lides que de vegades són difícils de veure, i és de color blanc a la barbeta i la part del ventre. En general, les franges són més visibles en les subespècies africanes. Tenen bandes negres a les potes i la cua, i unes línies de color vermellós que els recorren les galtes des dels extrems exteriors dels ulls. A l'hivern, el pelatge pot ser molt gruixut, amb pèls que poden arribar a fer fins a 5,1 centímetres de llarg. Té els ulls grans i de color groc verdós, i el nas de color negre.
El gat de sorra té pèls llargs que li creixen entre els dits de les potes, fet inusual entre els felins asiàtics, els quals li permeten aïllar les plantes de les potes de la sorra calenta. Les urpes a les potes del darrere són petites i romes, les quals, juntament amb els pèls dels coixinets de les potes, fan que les empremtes de l'animal siguin poc definides i difícils de seguir.
La mucosa de les parpelles és d'un negre molt llampant. A més d'unes grans orelles, també té un canal auditiu particularment gran, que li proporciona un sentit de l'oïda molt agut, probablement ajudant-lo a captar les vibracions de la sorra. S'han trobat adaptacions semblants en altres animals que també viuen als deserts, com el fennec.

## Hàbitat
El gat de la sorra viu en zones àrides que són massa càlides i seques, fins i tot per al gat salvatge africà, com són el desert del Sàhara, el desert d'Aràbia, i els deserts de l'Iran i el Pakistan. Com el seu nom indica, viuen només en deserts sorrencs secs, on poden sobreviure en un ampli ventall de temperatures que van de –5 °C fins a 52 °C, refugiant-se en caus durant les condicions més extremes.
Prefereixen terrenys plans o ondulats amb escassa vegetació, i eviten les dunes de sorra al descobert, on hi ha relativament poc d'aliment.

## Comportament i dieta
El gats de la sorra són animals que viuen en solitari, amb l'excepció de la temporada d'aparellament. Viuen en caus, generalment abandonats per guineus o porcs espins, o amplien els caus excavats per rosegadors. Generalment, els caus on viuen són completament rectes, tenen una única entrada, i poden arribar fins a 3 metres de longitud. Solen abandonar-los després de la posta del sol per caçar.
S'amaguen a prop del terra utilitzant qualsevol cobertura disponible per a protegir-se, alhora que utilitzen les seves grans orelles per a escoltar els moviments de possibles preses, cavant amb rapidesa quan les senten en el subsòl.
S'alimenten principalment de rosegadors, encara que també mengen rèptils, ocells i insectes.
L'aigua que necessiten l'obtenen gairebé exclusivament de l'alimentació, ja que s'allunyen de les zones amb aigua, per no ser objectiu dels depredadors.
S'ha observat que viatgen entre 5 i 10 quilòmetres per nit mentre cerquen aliment; però, a diferència de la majoria de felins, no són territorials, ja que no defensen els seus territoris.
Generalment, són animals dòcils que no manifesten por davant dels éssers humans.

## Reproducció

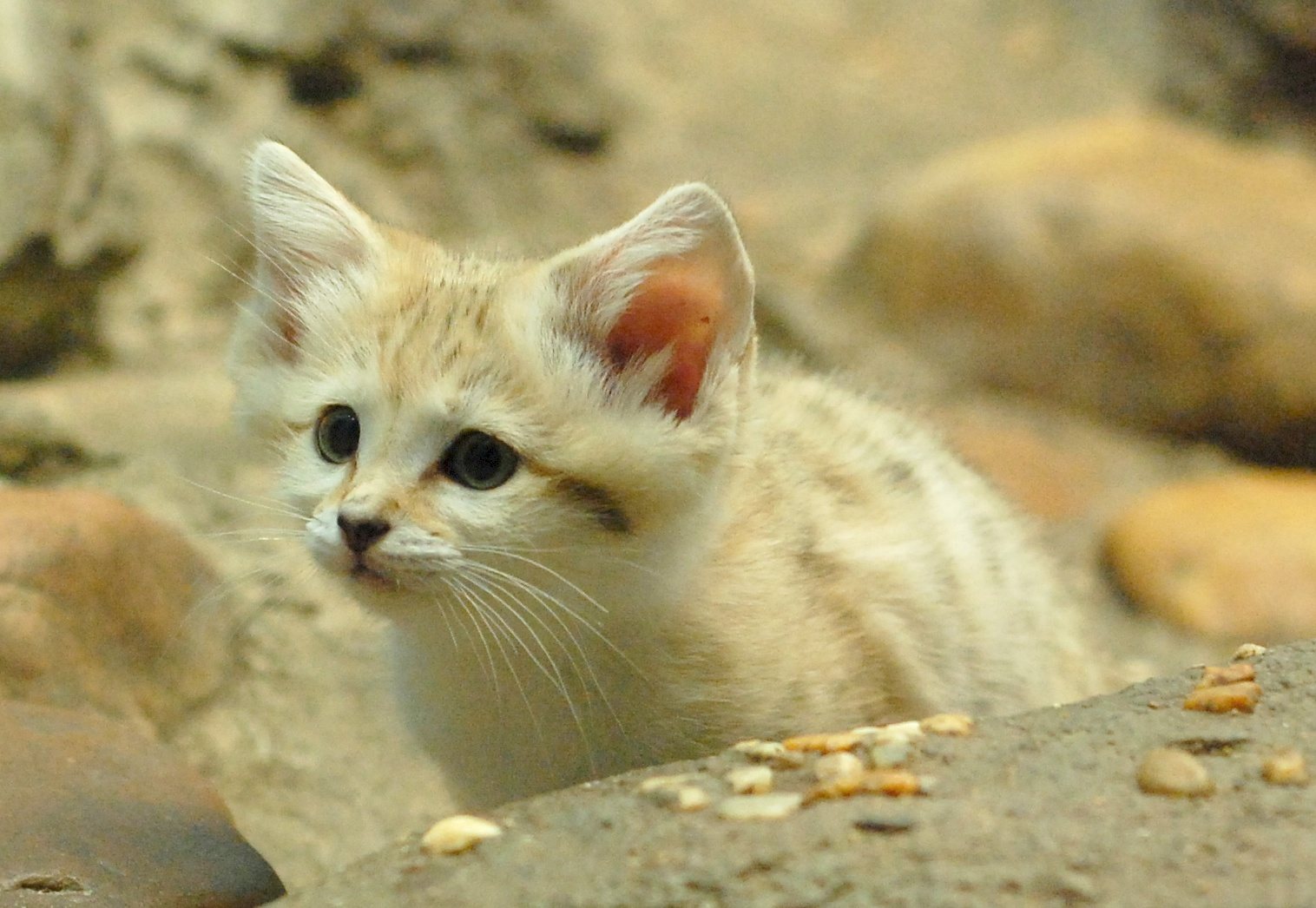
Una cria de gat de la sorra

El cicle estral del gat de la sorra té una durada que varia entre 5 i 6 dies, i va acompanyada de miols i un increment de les marques odoríferes. Entre 59 i 66 dies després de la fecundació, les mares donen a llum, generalment entre l'abril i el maig, una ventrada formada per una mitjana de 3 cadells. En algunes zones, poden tenir dues ventrades per any. Quan neixen, els gatets tenen un pes que oscil·la entre 39 i 80 grams, i unes taques a la pell de color groc clar o vermellós. Els cadells de gat de la sorra creixen relativament ràpid, i arriben a assolir tres quartes parts de la seva mida d'adults al cinc mesos. A més, al final del primer any de vida ja són totalment independents de la mare, i poc després assoleixen la maduresa sexual.
Hi ha poca informació de la seva esperança de vida a la natura, però se sap que en captivitat poden viure fins a 13 anys.

## Conservació
Està prohibit caçar-lo a Algèria, l'Iran, Israel, el Kazakhstan, Mauritània, el Níger, el Pakistan i Tunísia, mentre que als altres països on viu no té protecció legal (Egipte, Marroc, Mali, Oman, Aràbia Saudita i Emirats Àrabs Units).
Des de 2007, els primers quatre gatets nascuts en captivitat estan sent criats al zoo d'Al Ain als Emirats Àrabs Units, com un esforç per preservar la fauna local. El maig de 2010, l'Al Ain Wildlife Park & Resort (AWPR) va anunciar el primer naixement de la història de dos cadells de gat de la sorra, seguint la tècnica de fecundació in vitro i el procediment de transferència d'embrions a les seves instal·lacions.

El 29 d'octubre de 2009, van néixer al Cincinnati Zoo & Botanical Garden dos gatets de gat de la sorra. El 20 de gener de 2010, hi havia un total de 26 individus de gats de la sorra en captivitat als Estats Units.
L'extirpació del gat de la sorra d'Israel, juntament amb el fet que aquest felí es veu amenaçat en tota la seva àrea de distribució, portà el zoològic de Jerusalem a iniciar un projecte de reintroducció de l'espècie. A la Kibbutz Lotan's Bird Reserve, al desert de Wadi Araba, es va construir un recinte aclimatat, utilitzant fons del Zoo's Prof. Shulov Fund for the Study of Animals in Captivity.
Després de la construcció del recinte, els primers individus hi foren traslladats, i poc després posats en llibertat a la natura. El seguiment d'aquests individus després del seu alliberament serà dut a terme pel personal de la Creative Ecology al Quibuts Lotan, i per part dels guardaboscos de la Israel Nature and National Parks Protection Authority (INNPPA). Amb aquest projecte, s'espera ajudar el restabliment dels gats de la sorra a Israel, i també com a mètode de conservació del seu hàbitat al desert de Wadi Araba.
Els seus principals enemics són els humans, els llops, les serps i els ocells rapinyaires. Sembla que el nombre d'individus ha disminuït al desert d'Aràbia, després d'una disminució de les seves preses.

## Comunicació
Els gats de la sorra es comuniquen fent servir marques odoríferes i de les seves urpes, sobre objectes dins del seu territori, i ruixant-los amb orina, encara que no dipositen els excrements en llocs visibles com fan molts altres fèlids. Al mateix temps, fan servir certes vocalitzacions, similars a les dels gats domèstics, especialment quan cerquen parella per reproduir-se.

## Subespècies
- Felis margarita margarita, d'Algèria a Aràbia
- Felis margarita airensis, Níger
- Felis margarita harrisoni, península aràbiga
- Felis margarita meinertzhageni, Sàhara
- Felis margarita thinobia, mar Càspia (Iran, Turkmenistan)
- Felis margarita scheffeli, Pakistan

F. m. thinobia de vegades n'és considerada una espècie separada.